# Worthington (Indiana)
Worthington es un pueblo ubicado en el condado de Greene en el estado estadounidense de Indiana. En el Censo de 2010 tenía una población de 1463 habitantes y una densidad poblacional de 699,09 personas por km².

## Geografía
Worthington se encuentra ubicado en las coordenadas 39°7′7″N 86°58′46″O / 39.11861, -86.97944. Según la Oficina del Censo de los Estados Unidos, Worthington tiene una superficie total de 2.09 km², de la cual 2.09 km² corresponden a tierra firme y (0%) 0 km² es agua.

## Demografía
Según el censo de 2010, había 1463 personas residiendo en Worthington. La densidad de población era de 699,09 hab./km². De los 1463 habitantes, Worthington estaba compuesto por el 98.5% blancos, el 0.07% eran afroamericanos, el 0.34% eran amerindios, el 0.07% eran asiáticos, el 0% eran isleños del Pacífico, el 0.48% eran de otras razas y el 0.55% pertenecían a dos o más razas. Del total de la población el 1.44% eran hispanos o latinos de cualquier raza.